# Chiesa interconfessionale

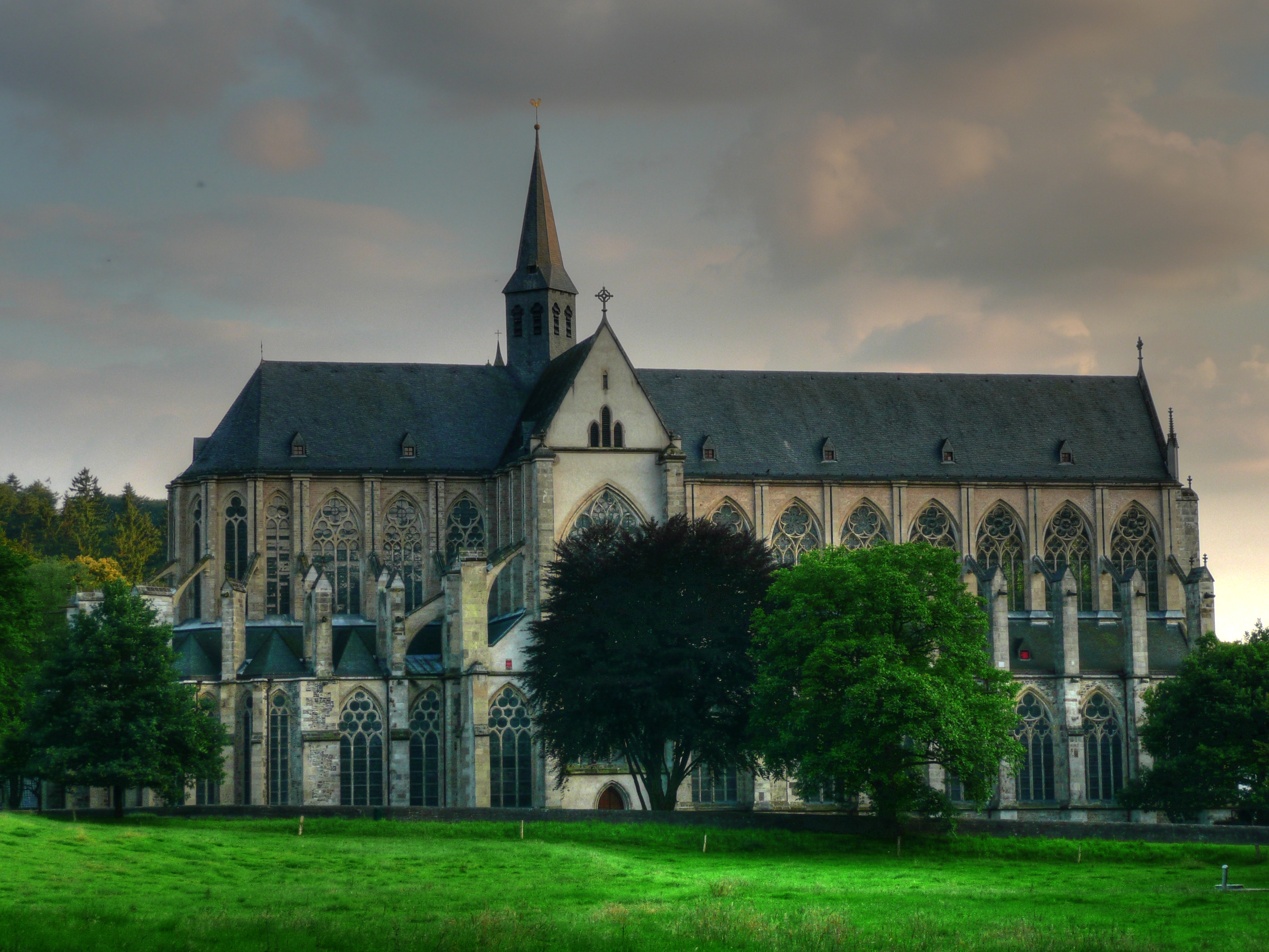
Il Duomo di Altenberger, una delle più grandi chiese interconfessionali della Germania.

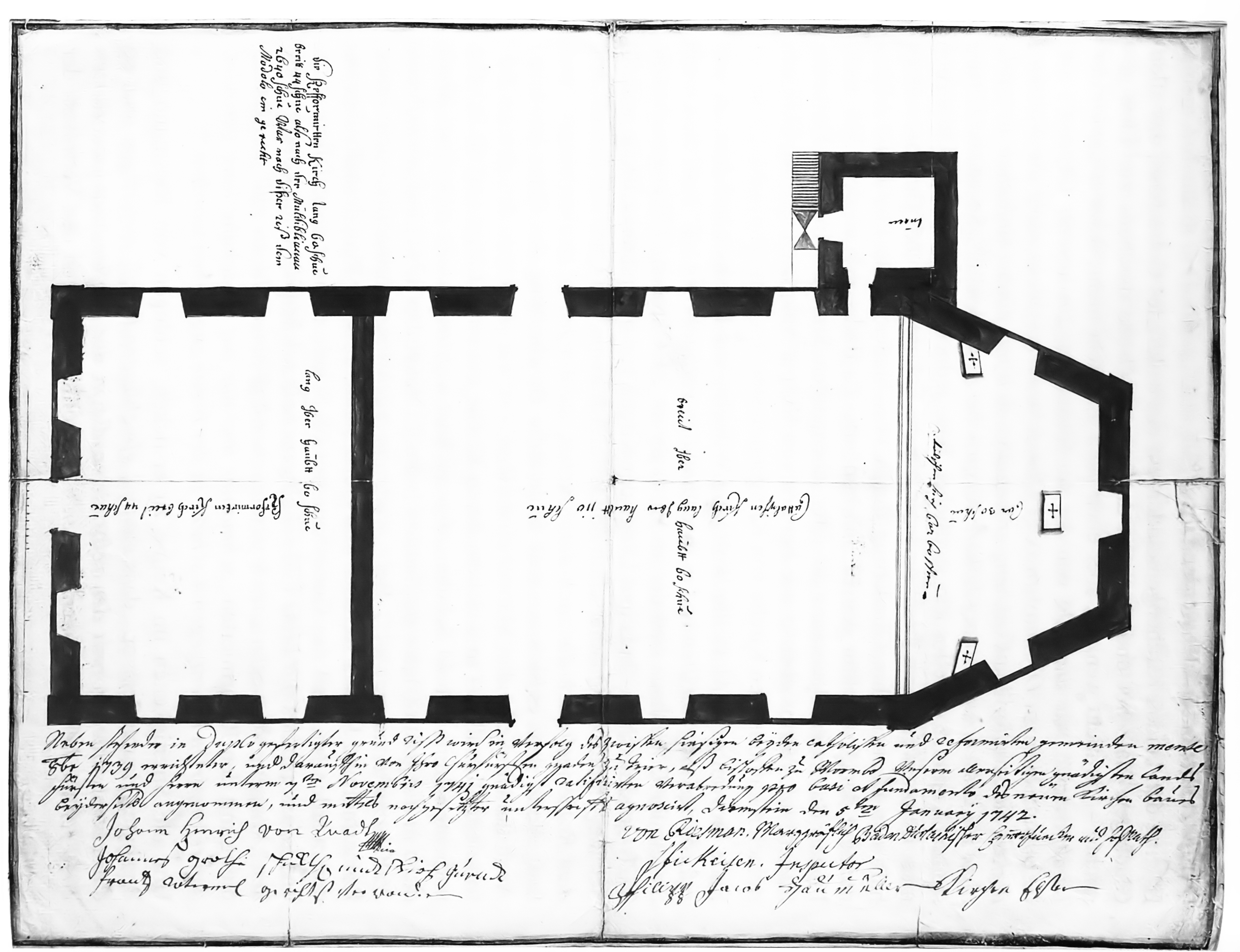
Schizzo della pianta (1742) della Chiesa di San Lorenzo di Dirmstein: parte protestante (terzo sinistro) e parte cattolica (a destra, con la torre)

Una chiesa interconfessionale (o simultaneum) è un edificio dedicato al culto utilizzato paritariamente da più confessioni cristiane. Casi tipici sono spesso le cappelle degli ospedali.
In questi templi le funzioni liturgiche sono generalmente divise. È però possibile che si svolgono anche momenti di culto unitario, come nelle chiese dei movimenti ecumenici. Esempi sono la chiesa della comunità ecumenica di Halden a San Gallo o quella della comunità di Taizé. 

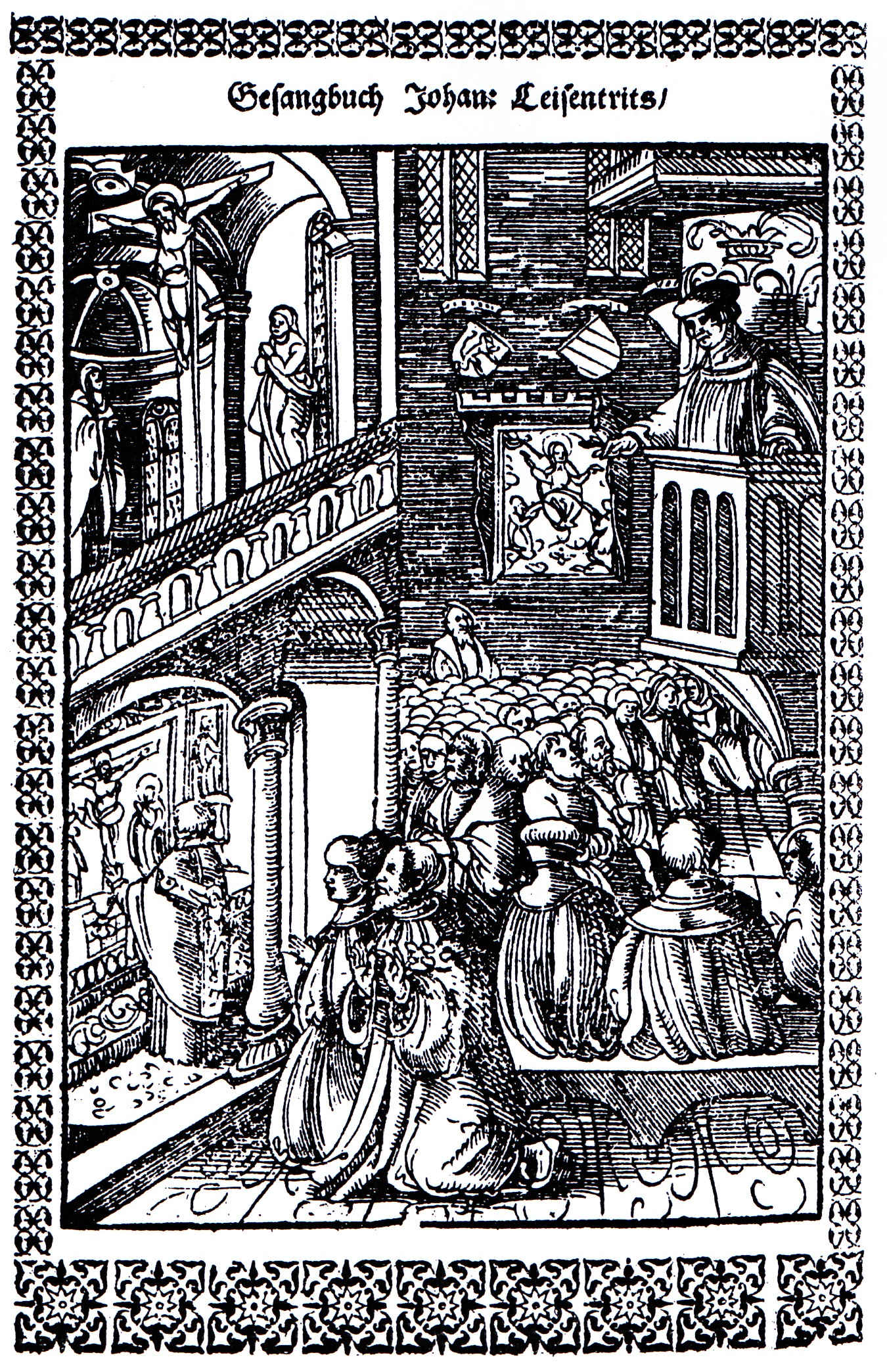
Rappresentazione del 1567 della chiesa interconfessionale di San Pietro in Bautzen, dal libro dei canti religiosi di Johann Leisentrit.

## Storia
Il primo caso di chiesa interconfessionale durante e dopo la Riforma protestante è stato presumibilmente quello della chiesa di San Pietro a Bautzen. Qui, già dal 1524, lo spazio della chiesa fu suddiviso con navata, sacrestia e sede dell'organo assegnati ai luterano-evangelici, mentre coro e primo matroneo furono destinati all'utilizzo da parte dei cattolici.
Nell'Elettorato del Palatinato, il 29 ottobre 1698 fu introdotto, da parte delle autorità, l'uso condiviso degli edifici di culto. Le Chiese riformate dovettero aprire le loro chiese alle funzioni cattoliche, ma i cattolici mantenevano per sé soli le loro chiese. In totale i cattolici ebbero il diritto di utilizzo promiscuo su 240 chiese.
In molte località, verso il 1900, la confessione più diffusa pagava una somma in denaro a quelle più piccole, così che queste ultime potessero erigere per sé proprie chiese o cappelle.
Con un'ordinanza amministrativa dal 29 marzo 1707 fu ripristinata la condivisione delle chiese nell'Elettorato del Palatinato.
Piuttosto frequenti erano le chiese paritarie o  interconfessionali in Svizzera, particolarmente nella zona dell'Abbazia di San Gallo, a Glarona e nelle zone amministrate sia da cattolici che protestanti. Negli anni tra l'inizio della Riforma e il sacro macello del 1620, in Valtellina le autorità grigionesi disposero che, nei paesi e nelle frazioni in cui fosse presente una sola chiesa, questa dovesse essere condivisa tra la popolazione rimasta cattolico-romana (normalmente maggioritaria) e le comunità riformate. Ciò fu spesso causa di tensioni e dissapori tra i due gruppi di fedeli.

## Chiese interconfessionali

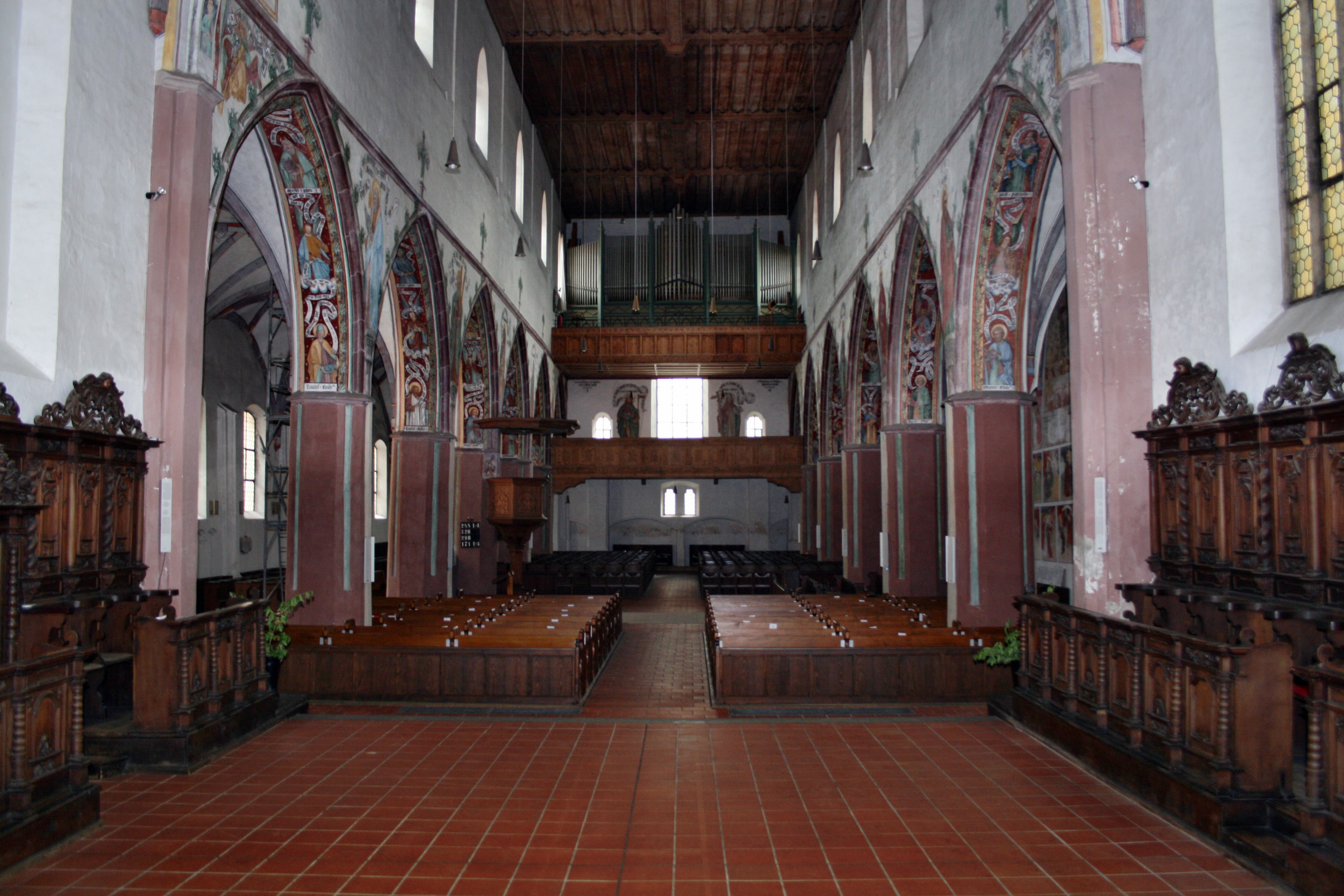
La chiesa di Nostra Signora a Memmingen. La nicchia dell'organo come la navata erano evangeliche, la prima parte elevata del coro, cattolico-romana

Le 64 chiese interconfessionali in Germania si distribuiscono su nove Land cioè su dodici Chiese regionali e 18 diocesi. La maggior parte di esse sono nel Land di Renania-Palatinato, con 29 chiese (45,3 % di tutte le chiese interconfessionali tedesche), segue la Baviera, con 19 chiese interconfessionali (29,7 %). Il Baden-Württemberg e la Bassa Sassonia ne hanno quattro; nella Renania Settentrionale-Vestfalia ve ne sono tre, in Assia e nella Sassonia-Anhalt due caduna e una in Saarland e in Sassonia.
Altre chiese interconfessionali:
- circa 50 chiese in Alsazia;

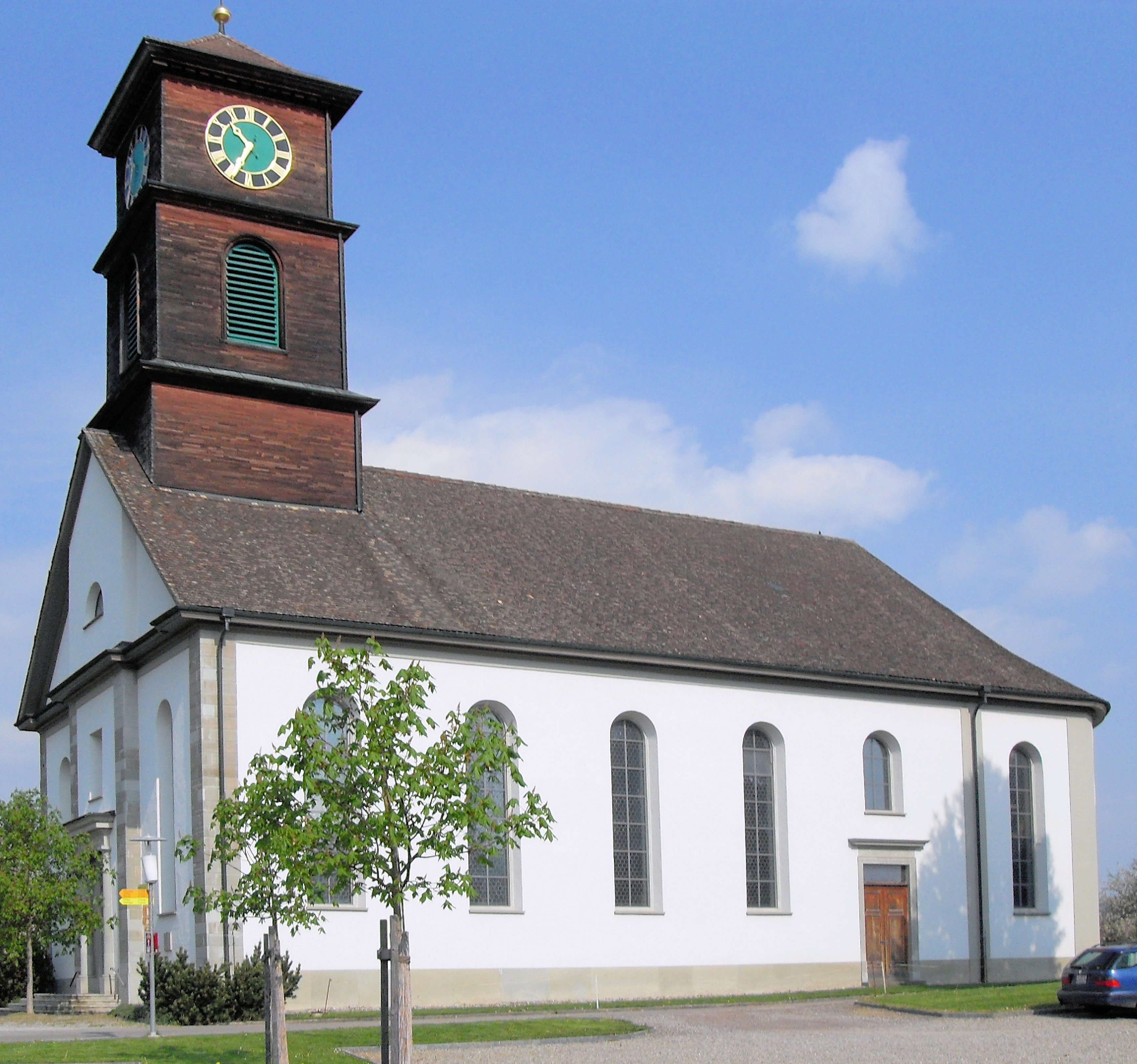
Chiesa interconfessionale di San Martino in Basadigen

- numerose chiese nei cantoni svizzeri di Turgovia (es. Basadingen, Ermatingen, Güttingen, Leutmerken, Pfyn, Sommeri, Uesslingen, Willisdorf) e San Gallo (es. Mogelsberg, Oberhelfenschwil, Thal);
- Basilica della Natività a Betlemme;
- Basilica del Santo Sepolcro a Gerusalemme.

## Ex chiese interconfessionali
In Svizzera, specialmente nel canton Turgovia, nel corso del XX secolo sono state chiuse numerose chiese paritarie, o perché nel frattempo una delle due comunità (per la maggior parte quelle cattoliche) hanno eretto per sé una propria chiesa o perché quelle vecchie sono andate in rovina e ciascuna delle due confessioni ha eretto la propria nuova, ad esempio:
- chiesa di santa Margherita a Gebenstorf,
- chiesa principale della città di Glarona tra 1866 e 1964,
- chiesa paritaria di Birmenstorf (canton Argovia),

Altre ex chiese paritarie si trovano in canton Turgovia ad Aadorf, Berg, Diessenhofen, Hüttwilen, Mammern, Wängi, Weinfelden, nel canton San Gallo a Sankt Peterzell e Nesslau-Krummenau.
La chiesa di Rechlin in Meclemburgo (eretta nel 1816–1832) fu utilizzata dal 1934 fino al 1945 come chiesa interconfessionale del campo di prova della Luftwaffe, ove officiava per i cattolici il prete Bernhard Schwentner, fino alla data del suo arresto con l'accusa di demoralizzare i militari (21 ottobre 1943; fu poi condannato a morte e quindi giustiziato il 30 ottobre 1944).